# Geometrische Gruppentheorie
Die geometrische Gruppentheorie ist derjenige Teil der Gruppentheorie, der besonderes Augenmerk auf das Zusammenspiel zwischen geometrischen Objekten und den auf ihnen operierenden Gruppen legt. Dabei geht es insbesondere um Gruppenoperationen auf Graphen und metrischen Räumen, letztlich werden die Gruppen selbst zu solchen geometrischen Objekten.

## Gruppenoperationen
Ist {\displaystyle {\mathcal {C}}} eine Kategorie und ist {\displaystyle X} ein Objekt dieser Kategorie, so ist die Menge {\displaystyle \mathrm {Aut} _{\mathcal {C}}(X)} der Automorphismen {\displaystyle X\rightarrow X} eine Gruppe. Jeder Homomorphismus {\displaystyle G\rightarrow \mathrm {Aut} _{\mathcal {C}}(X)} einer Gruppe {\displaystyle G} in diese Automorphismengruppe heißt dann eine Darstellung oder Operation von {\displaystyle G} auf {\displaystyle X}. Ist zum Beispiel {\displaystyle {\mathcal {C}}} die Kategorie der Vektorräume mit den linearen Abbildungen, so erhält man die klassische Darstellungstheorie von Gruppen, in der man nach Wahl einer Vektorraumbasis jedes Gruppenelement auf eine reguläre Matrix abbildet. Ist {\displaystyle {\mathcal {C}}} die Kategorie aller Mengen, so ist {\displaystyle \mathrm {Aut} _{\mathcal {C}}(X)} nichts anderes als die Gruppe aller Permutationen auf der Menge {\displaystyle X}. Diese beiden Betrachtungsweisen, Matrizengruppen und Permutationsgruppen, lagen am Beginn der Gruppentheorie.
In der geometrischen Gruppentheorie verwendet man stattdessen Kategorien, deren Objekte einen eher geometrischen Charakter haben, nämlich Graphen und metrische Räume mit geeigneten Morphismen. Die Automorphismengruppen werden schon seit langer Zeit zur Untersuchung der Symmetrieeigenschaften der Objekte herangezogen. Umgekehrt können aber Gruppeneigenschaften durch ihre Operationen auf Objekten studiert werden und Gruppen selbst können zu geometrischen Objekten gemacht werden, sodass für diese Gruppen geometrische Begriffsbildungen sinnvoll werden.
Jeder Gruppe und einem Erzeugendensystem dieser Gruppe wird der nach Arthur Cayley benannte Cayleygraph zugeordnet. Knoten dieser Graphen sind die Gruppenelemente selbst und je zwei Knoten werden durch eine Kante verbunden, wenn einer der Knoten das Produkt aus dem anderen und einem Element des Erzeugendensystems ist. Die Gruppe operiert auf diesem Graphen durch Multiplikation von links, denn die Knoten sind ja selbst Gruppenelemente. Gruppeneigenschaften übertragen sich auf Eigenschaften von Operationen auf Graphen. So kann man zum Beispiel freie Gruppen dadurch charakterisieren, dass sie frei auf einem Baum operieren. Da sich Letzteres offenbar auf Untergruppen überträgt, erhält man so einen eleganten Beweis des Satzes von Nielsen-Schreier, nach dem jede Untergruppe einer freien Gruppe wieder frei ist. Dies ist ein rein algebraischer Satz, der zwar auch rein algebraische Beweise hat, dessen hier angedeuteter geometrisch motivierter Beweis aber leichter zugänglich ist. Dies gilt als eine Standardanwendung der geometrischen Gruppentheorie.

## Quasi-Isometrie
In der Regel beschränkt man sich auf endlich erzeugte Gruppen, denn nur für endliche Erzeugendensysteme erhält man einen Cayleygraphen, bei dem von jedem Knoten nur endlich viele Kanten ausgehen. In einem weiteren Schritt betrachtet man endlich erzeugte Gruppen mittels ihrer Cayleygraphen als metrische Räume mit der Weglänge zwischen zwei Knoten als Abstand. Da der Graph zusammenhängend ist, finden sich stets Wege endlicher Länge. Ersetzt man jede Kante überschneidungsfrei durch ein isometrisches Bild des Einheitsintervalls, so erhält man sogar einen geodätischen metrischen Raum, der die Knoten des Caleygraphen als Unterraum enthält. Auf der Klasse solcher Räume betrachtet man als Morphismen Äquivalenzklassen von Quasi-Isometrien, wobei zwei Quasi-Isometrien äquivalent heißen, wenn sie beschränkten Abstand haben. Hier spielt der Satz von Švarc-Milnor eine bedeutende Rolle, der Quasi-Isometrien zwischen Gruppen und den metrischen Räumen, auf denen sie operieren, herstellt. Nun kann man sogar von der Quasi-Isometrie zweier Gruppen sprechen, nämlich als Quasi-Isometrie der zugehörigen metrischen Räume, und es besteht bezüglich Quasi-Isometrie keine Abhängigkeit vom ausgewählten endlichen Erzeugendensystem mehr. So ist zum Beispiel die Gruppe {\displaystyle \mathbb {Z} } quasi-isometrisch zum metrischen Raum {\displaystyle \mathbb {R} }, nicht aber zur Gruppe {\displaystyle \mathbb {R} }, denn letztere ist nicht einmal endlich erzeugt. Es ist eines der Hauptziele der geometrischen Gruppentheorie, die Klassifikation der endlich erzeugten Gruppen bzgl. Quasi-Isometrie zu verstehen.
Der einfachste Fall ist der der endlichen Gruppen, denn diese zeichnen sich durch Cayleygraphen endlichen Durchmessers aus und bilden daher eine einzige Quasi-Isometrie-Klasse. Die geometrische Gruppentheorie ist für endliche Gruppen also trivial. Der nächsteinfachere Fall ist die Quasi-Isometrie-Klasse von {\displaystyle \mathbb {Z} }, diese besteht genau aus denjenigen Gruppen, die eine zu {\displaystyle \mathbb {Z} } isomorphe Untergruppe mit endlichem Index enthalten. Dazu gehören also Gruppen der Art {\displaystyle \mathbb {Z} \times \mathbb {Z} /(n)} oder die unendliche Diedergruppe.
Es gibt überabzählbar viele Quasi-Isometrie-Klassen endlich erzeugter Gruppen und eine vollständige Klassifikation scheint in weiter Ferne zu liegen. Um einer möglichen Klassifikation bis auf Quasi-Isometrie näher zu kommen, interessiert man sich für unter Quasi-Isometrie invariante Eigenschaften, solche invarianten Eigenschaften heißen geometrisch. Man erhält viele weitreichende Ergebnisse durch algebraische Charakterisierungen geometrischer Eigenschaften. Ein wichtiges Beispiel ist das Wachstum von Gruppen. Quasi-isometrische Gruppen gehören derselben Wachstumsklasse an, das heißt, die Wachstumsklasse ist eine geometrische Eigenschaft, und nach dem Satz von Gromov hat eine Gruppe genau dann polynomiales Wachstum, wenn sie eine nilpotente Untergruppe mit endlichem Index besitzt. Weitere wichtige geometrische Eigenschaften sind etwa Mittelbarkeit oder Hyperbolizität von Gruppen. Gerade Letzteres ist ein überzeugendes Beispiel dafür, wie rein geometrische Begriffsbildungen in der geometrischen Gruppentheorie zu Gruppeneigenschaften werden. Diese haben dann wieder rein algebraische Konsequenzen, so ist zum Beispiel das Wortproblem für hyperbolische Gruppen lösbar oder jede unendliche hyperbolische Gruppe hat ein Element unendlicher Ordnung. Umgekehrt tragen die Ergebnisse der geometrischen Gruppentheorie zum Verständnis der geometrischen Objekte bei, so ist etwa die Fundamentalgruppe einer kompakten, zusammenhängenden riemannschen Mannigfaltigkeit ohne Rand endlich erzeugt, operiert auf der universellen Überlagerung mittels Decktransformationen, und diese Operation stellt eine Quasi-Isometrie zwischen der Fundamentalgruppe und der universellen Überlagerung als metrischer Raum her. Gruppeneigenschaften der Fundamentalgruppen haben Konsequenzen für die Geometrie der riemannschen Mannigfaltigkeiten.